# Ingerid Dánská
Ingerid Swendsdatter Dánská († po r. 1093), nazývaná také Ingrid, byla norská královna, manželka Olafa III.

## Život
Ingerid byla dcerou krále Svena II Dánského. Není známo, která ze Svenových manželek nebo konkubín byla její matkou.
Za Olafa se provdala kolem v roce 1067. Toto manželství bylo součástí mírové smlouvy mezi Dánskem a Norskem. Aby se toto spojenectví ještě posílilo, její nevlastní bratr Olaf I. Dánský se oženil s Ingegerdou Norskou, sestrou jejího nového manžela.
O Ingerid jako královně není příliš informací. S Olafem neměli potomky a po jeho smrti v roce 1093 se vdova podle tradičního vyprávění vdala za Sveina Brynjulfssona z Aurlandu, se kterým prý měla dceru Hallkattlu. Zřejmě se po smrti krále Olafa stáhla z veřejného života a nic nenaznačuje, že poté hrála nějakou roli v politice.